# James Quinn (voetballer)
Stephen James Quinn (Coventry, Engeland, 15 december 1974) is een in Engeland geboren Noord-Ierse oud-profvoetballer. Tijdens zijn laatste dienstverband was hij door Northampton Town uitgeleend aan Scunthorpe United. Hij speelde in zijn carrière voor elf clubs en was international voor het Noord-Ierse elftal.
Quinn speelde voor West Bromwich Albion toen deze promoveerde. Hij vond echter dat hij overbodig was geworden en kreeg toestemming de club te verlaten. Hij vertrok naar Willem II.
Na drie seizoenen Willem II vertrok Quinn in augustus 2005 naar Peterborough United, welke hem in oktober van hetzelfde jaar verhuurde aan Bristol City.
In augustus 2006 vertrok hij naar Northampton Town, maar dankzij een teleurstellende start van het seizoen werd hij op de transferlijst gezet. Door zijn gebrek aan spelritme, verloor hij zijn plaats in de selectie van Noord-Ierland. Daarop besloot Quinn wegens een gebrek aan perspectief op 32-jarige leeftijd te stoppen met profvoetbal.

## Statistieken
| Seizoen                   | Club                          | Duels | Goals | Competitie |
| ------------------------- | ----------------------------- | ----- | ----- | ---------- |
| 92/93                     | Birmingham City               | 4     | 0     | Engeland   |
| 93/98                     | Blackpool                     | 151   | 36    | Engeland   |
| 1994                      | → Stockport County (gehuurd)  | 1     | 0     | Engeland   |
| 98/02                     | West Bromwich Albion          | 114   | 9     | Engeland   |
| 01/02                     | → Notts County (gehuurd)      | 6     | 3     | Engeland   |
| 2002                      | → Bristol Rovers (gehuurd)    | 6     | 1     | Engeland   |
| 02/05                     | Willem II                     | 62    | 15    | Nederland  |
| 2005                      | Sheffield Wednesday           | 15    | 2     | Engeland   |
| 05/06                     | Peterborough United           | 24    | 7     | Engeland   |
| 2005                      | → Bristol City (gehuurd)      | 3     | 1     | Engeland   |
| 2006                      | Northampton Town              | 18    | 1     | Engeland   |
| 2007                      | → Scunthorpe United (gehuurd) | 0     | 0     | Engeland   |
| Bijgewerkt tot 26-03-2007 | Totaal                        | ??    | ??    |            |